# Вей Чунь Хен
Вей Чунь Хен (кит.: 魏均珩, нар. 6 липня 1994) — тайванський лучник, срібний призер Олімпійських ігор 2020 року.

## Виступи на Олімпіадах
| Олімпіада  | Дисципліна        | Місце |
| ---------- | ----------------- | ----- |
| Токіо 2020 | командна першість | 2     |